# Remixes 81–04
Albums de Depeche Mode
Exciter
(2001) Playing the Angel
(2005)
Singles
1. Enjoy the Silence 2004
Sortie : 18 octobre 2004

Remixes 81–04 est un album de remixes du groupe anglais de musique électronique Depeche Mode, sorti le 25 octobre 2004.
Il s'agit du premier album du groupe depuis l'acquisition du label indépendant de Daniel Miller, Mute Records, par la major EMI, en 2002. Il comprend des remixes bien connus du catalogue du groupe mais aussi des remixes plus anciens jamais sortis.
Il existe trois versions de Remixes 81–04 : la principale contient deux CD, la version limitée dispose de ces deux mêmes CD, plus un CD bonus contenant de nouveaux remixes. Il existe aussi une version sortie en un seul CD contenant une sélection des chansons des trois disques.
La promotion de cette compilation fut faite avec la parution en single, au même moment, du titre Enjoy the Silence (Reinterpreted), version réalisée par Mike Shinoda, du groupe américain Linkin Park. Parue sous le titre officiel Enjoy the Silence 04, elle connut un certain succès dans les classements et bénéficia d'une vidéo remarquée, basée en grande majorité sur des animations.
Cet album est suivi de Remixes 2: 81–11, qui sort en juin 2011.

## Liste des chansons

### remixes 81·04
- LCDMUTEL8 – Édition 1 CD

1. Never Let Me Down Again (Split Mix) – 9:32
2. Personal Jesus (Pump Mix) – 7:47
3. Barrel of a Gun (Underworld Hard Mix) – 9:36
4. Route 66 (Beatmasters Mix) – 6:18
5. Useless (The Kruder + Dorfmeister Session™) – 9:06
6. In Your Room (The Jeep Rock Mix) – 6:19
7. Home (Air "Around the Golf" Remix) – 3:55
8. Strangelove (Blind Mix) – 6:32
9. I Feel You (Renegade Soundwave Afghan Surgery Mix) – 4:57
10. Just Can't Get Enough (Schizo Mix) – 6:45
11. Halo (Goldfrapp Remix) – 4:22
12. Enjoy the Silence (Reinterpreted) – 3:32

### remixes 81··04
- CDMUTEL8 – Édition 2 CD

CD 1
1. Never Let Me Down Again (Split Mix) – 9:31 (Depeche Mode & Dave Bascombe, 1987) (de Bong14)
2. Policy of Truth (Capitol Mix) – 8:00 (François Kevorkian, 1990) (de Bong19)
3. Shout! (Rio Remix) – 7:29 (Depeche Mode & Daniel Miller, 1981) (de Mute14)
4. Home (Air "Around the Golf" Remix) – 3:55 (Air, 1997) (de Bong27)
5. Strangelove (Blind Mix) – 6:32 (Daniel Miller & Rico Conning, 1987) (de LBong13)
6. Rush (Spiritual Guidance Mix) – 5:27 (Jack Dangers, 1993) (de Bong23)
7. I Feel You (Renegade Soundwave Afghan Surgery Mix) – 4:57 (Renegade Soundwave, 1993) (de LBong21)
8. Barrel of a Gun (Underworld Hard Mix) – 9:36 (Underworld, 1997) (de LBong25)
9. Route 66 (Beatmasters Mix) – 6:18 (Beatmasters, 1987) (de Bong15)
10. Freelove (DJ Muggs Remix) – 4:24 (DJ Muggs, 2001) (de Bong32)
11. I Feel Loved (Chamber's Remix) – 6:17 (Chamber, 2001) (de LBong31)
12. Just Can't Get Enough (Schizo Mix) – 6:45 (Depeche Mode & Daniel Miller, 1981) (de Mute16)

CD 2
1. Personal Jesus (Pump Mix) – 7:47 (François Kevorkian, 1989) (de LBong17)
2. World in My Eyes (Mode to Joy) – 6:28 (Jon Marsh, 1990) (de LBong20)
3. Get the Balance Right! (Combination Mix) – 7:56 (Depeche Mode, 1983) (de Bong2)
4. Everything Counts (Absolut Mix) – 6:02 (Alan Moulder, 1989) (de Bong16)
5. Breathing in Fumes – 6:05 (Depeche Mode, Daniel Miller & Gareth Jones, 1986) (de Bong10)
6. Painkiller (Kill the Pain - DJ Shadow vs. Depeche Mode) – 6:29 (DJ Shadow, 1998) (issu d'une cassette)
7. Useless (The Kruder + Dorfmeister Session™) – 9:06 (Kruder & Dorfmeister, 1997) (de Bong28)
8. In Your Room (The Jeep Rock Mix) – 6:19 (Johnny Dollar & Portishead, 1994) (de Bong24)
9. Dream On (Dave Clarke Acoustic Version) – 4:23 (Dave Clarke, 2001) (de LBong30)
10. It's No Good (Speedy J Mix) – 5:02 (Speedy J, 1997) (de Bong26)
11. Master and Servant (An ON-USound Science Fiction Dance Hall Classic) – 4:35 (Adrian Sherwood, 1984) (de LBong6)
12. Enjoy the Silence (Timo Maas Extended Remix) – 8:41 (Timo Maas, 2004) (inédit)

### remixes 81···04
- XLCDMUTEL8 – Édition collector 3 CD
- Les disques un et deux sont les mêmes que la version 2 CD.

CD 3
1. A Question of Lust (Flood Remix) – 5:08 (Flood, 1986) (INT126.844 Vinyle allemand)
2. Walking in My Shoes (Random Carpet Mix (Full Length)) – 8:37 (William Orbit, 1993) (inédit en entier, version éditée de LBong22)
3. Are People People? – 4:28 (Adrian Sherwood, 1984) (from L12Bong6)
4. World in My Eyes (Daniel Miller Mix) – 4:37 (Daniel Miller, 1990) (issu d'une cassette)
5. I Feel Loved (Danny Tenaglia's Labor Of Love Dub (Edit)) – 11:21 (Danny Tenaglia, 2001) (de Bong31)
6. It's No Good (Club 69 Future Mix) – 8:50 (Club 69, 1997) (issu d'une cassette et d'un CD, une version éditée américaine existe aussi en vinyle)
7. Photographic(Rex the Dog Dubb Mix) – 6:20 (Rex the Dog, 2004) (inédit)
8. Little 15 (Ulrich Schnauss Remix) – 4:52 (Ulrich Schnauss, 2004) (inédit)
9. Nothing (Headcleanr Rock Mix) – 3:30 (Headcleanr, 2004) (inédit)
10. Lie To Me ('The Pleasure of Her Private Shame' Remix) – 6:33 (LFO, 2004) (inédit)
11. Clean (Colder Version) – 7:09 (Colder, 2004) (inédit)
12. Halo (Goldfrapp Remix) – 4:22 (Goldfrapp, 2004) (inédit)
13. Enjoy the Silence (Reinterpreted) – 3:32 (Mike Shinoda de Linkin Park, 2004) (inédit)

### remixes 81····04
- MUTEL8 – édition vinyle de 6 LP
- Cette version contient aussi les 3 CD (XLCDMUTEL8), mais dans un ordre légèrement différent, à l'exception du fait qu'elle contient en plus - et en entier - la version de I Feel Loved (Danny Tenaglia's Labor Of Love Dub) qui dure 12 minutes et 10 secondes.
- Édition limitée spéciale de 12 000 copies numérotées et vendues à travers le monde (selon Mute Records Ltd.)

### remixes 81···04 rare tracks
- ZMUTEL8 – digital download

1. Behind the Wheel/Route 66 (Megamix) – 7:51 (Ivan Ivan, 1987)
2. Dream On (Morel's Pink Noise Club Mix) – 7:45 (Richard Morel, 2001)
3. Master and Servant (U.S. Black and Blue Version) – 8:04 (Joseph Watt, 1984)
4. Nothing (Justin Strauss Mix) – 7:05 (Justin Strauss, 1989)
5. People Are People (Special Edition ON-USound Remix) – 7:33 (Adrian Sherwood, 1984)
6. Little 15 (Bogus Brothers Mix) – 6:11 (Bogus Brothers, 2004) (inédit)
7. Freelove (Josh Wink Dub) – 8:51 (Josh Wink, 2004) (inédit)
8. Personal Jesus (Kazan Cathedral Mix) – 4:18 (François Kevorkian, 1989) (disponible sur Just Say Da)
9. But Not Tonight (Extended Remix) – 5:15 (Robert Margouleff, 1986)
10. But Not Tonight (Margouleff Dance Mix) – 6:08 (Robert Margouleff, 2004) (déjà disponible)
11. Freelove (Powder Productions Remix) – 7:58 (Powder Productions, 2001)
12. Slowblow (Mad Professor Mix) – 5:25 (Mad Professor, 1997) (inédit)
13. Rush (Black Sun Mix) – 6:02 (Coil, 1994) (inédit, si ce n'est qu'il fut mis à disposition sur le site de Coil en MP3)

### Remixes 81–04 A Continuous Mix by Mount Sims
- PRO-CD-101442 – promo only

1. Megamix (A Continuous Mix) – 10:19 (Mount Sims, 2004) (inédit)

### Crédits
- Shout, Just Can't Get Enough et Photographic sont écrits par Vince Clarke. Le reste est l'œuvre de Martin Gore.
- David Gahan est le chanteur principal sur toutes les chansons, à l'exception de Home et A Question of Lust qui sont chantées par Martin Gore et Painkiller et Slowblow qui sont des pistes instrumentales.

## Singles
1. Enjoy the Silence 04 (18 octobre 2004)

## Certifications
| Pays      | Certification | Ventes  |
| --------- | ------------- | ------- |
| Allemagne | Platine       | 200 000 |